# Daria Szczyrba
Daria Szczyrba (ur. 2 grudnia 1998 r. w Braniewie) – polska siatkarka, grająca na pozycji przyjmującej.
Zdobywczyni złotych medali na młodzieżowych mistrzostwach Polski w sezonach 2014/2015 i 2015/2016. W sezonie 2014/2015 i 2015/2016 zawodniczka PGE Atomu Trefla Sopot występująca w rozgrywkach Młodej Ligi Kobiet; w roku 2016 zadebiutowała w Orlen Lidze w zespole Atom Trefl Sopot.

## Sukcesy klubowe
Mistrzostwa Polski Młodziczek:
- 2013[8][9]

Młoda Liga Kobiet:
- 2015[2]
- 2016[4]

Mistrzostwo Polski:
- 2019
- 2020

## Nagrody indywidualne
- 2013: MVP i najlepiej punktująca zawodniczka Mistrzostw Polski Młodziczek[8]
- 2015/2016: MVP trzy wyróżnienia w sezonie[10][11]